# 张改琴
张改琴（1948年—），女，甘肃庆阳人，中国书法家，中国书法家协会原副主席，甘肃省书法家协会名誉主席，甘肃省文学艺术界联合会原副主席，第十二届全国政协委员。